# Claudio Acquaviva

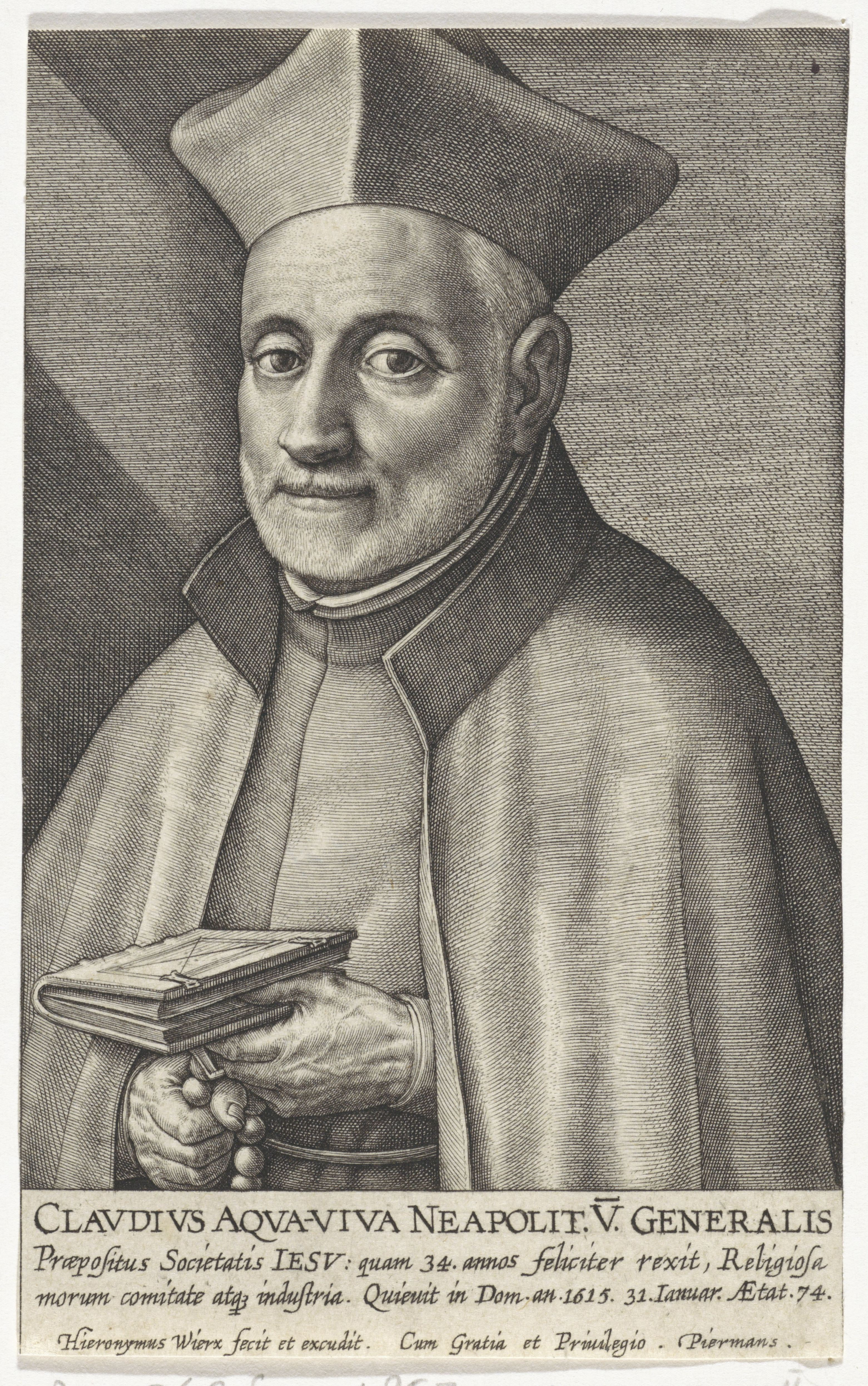
Claudio Acquaviva

Claudio Acquaviva, lateinisch  Claudius Aquaviva (* 14. September 1543 in Atri, Königreich Neapel; † 31. Januar 1615 in Rom), war der fünfte Generalsuperior der Societas Jesu.

## Leben
Claudio Acquaviva entstammte dem Haus Acquaviva, er war der jüngste Sohn von Giovanni Antonio Acquaviva d’Aragona, dem Herzog von Atri. 1568 trat Aquaviva mit 25 Jahren in die Societas Jesu ein.
Mit den Jahren bekleidete er die Ämter eines Provinzials in Neapel und später in Rom. Als am 1. August 1580 Everard Mercurian starb, wählte die Generalversammlung des Ordens Claudio Acquaviva am 19. Februar 1581 zum fünften General des Jesuiten-Ordens. Damit wurde er mit 38 Jahren der bisher jüngste Ordensgeneral. Er war auch der erste Generalobere, der nicht aus Spanien stammte, was unter den spanischen Ordensmitgliedern Unzufriedenheit auslöste, die er aber überwinden konnte. Acquaviva übte sein Generalat straff in der Sache, jedoch verbindlich und bescheiden im Umgang aus.
Unter seiner Führung nahm das Directorium exercitiorum S. Ignatii seine endgültige Gestalt an. Er erließ 1599 die Ratio Studiorum, in ihr wurde das Schulwesen der Gesellschaft Jesu geregelt.
Im Alter von 71 Jahren starb Claudio Aquaviva am 31. Januar 1615 in Rom. Sein Nachfolger wurde Mutio Vitelleschi.
Neffe des Ordensgenerals war der selige Rodolfo Acquaviva (1550–1583), Jesuitenmissionar und Märtyrer in Indien.

## Schriften (Auswahl)
- Reghelen der tydlycke coadiuteuren. die den eervv. p. Claudius Aquaviva … tot alle prouincien ghesonden heeft. 1610, 12 S. (Digitalisat)

## Zitate
- “Fortiter in re, suaviter in modo” (Industriae ad curandos animae morbos, 2, 4, deutsch: „Stark in der Sache, milde in der Art“)